# Göran Göransson Gyllenstierna den äldre

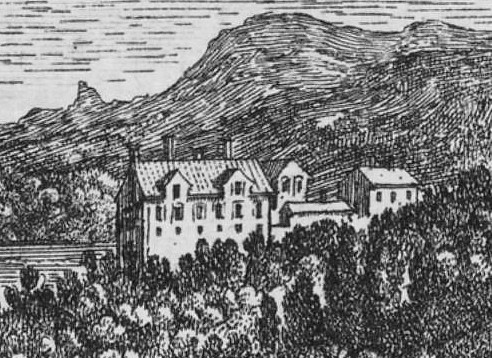
Göran Göranson Gyllenstierna den äldre var ägare till godset Almare-Stäket på 1640-talet. Detalj ur Suecia Antiqua et Hodierna på 1670-talet, gravör Adam Perelle (1640-1695).

Göran Gyllenstierna, född  1601 på Årsta i Österhaninge socken, Södermanland, död 30 mars 1646 var en svensk amiral och landshövding i Uppsala län. Han var son till riksrådet och riksmarskalken greve Göran Nilsson Gyllenstierna och Ingeborg Claesdotter Bielkenstierna.

## Biografi
Gyllenstierna var gift med fru Anna Skytte (dotter till Johan Skytte), med vilken han fick sönerna Johan Göransson Gyllenstierna (1635-1680) och Göran Göransson Gyllenstierna (1632-1686). Han skrev sig som friherre till Lundholmen i Vrigstads socken, Jönköpings län och ägde dessutom bland annat Björksund i Södermanland och Almare-Stäkets gård i Uppland.
Göran Gyllenstierna avled på Almare-Stäkets gård 1646 och är gravsatt i Riddarholmskyrkan. Godset Almare-Stäket stannade i hans släkt till 1683 då den återgick till kronan och indelades på kavalleriet.
I Kallhäll-Stäket, den nordligaste av Järfälla kommuns fyra kommundelar, finns en väg som heter Gyllenstiernas väg, uppkallad efter Göran Göransson Gyllenstierna den äldre. Villorna vid Gyllenstiernas väg i Stäkets villasamhälle är bland de första som byggdes i området. Det fashionabla villasamhälle som planerades visar att villorna var stora och var arkitektritade och att natur- och trädgårdstomterna var väl tilltagna.

## Kronologi
- 1617-1620 Studier utomlands, bland annat i Tübingen
- 1627      Ryttmästare över ett kompani lantryttare
- 1627-1630 Ryttmästare över Smålands kavalleriregemente
- 1633      Viceamiral
- 1635      Riksamiralens adjutant
- 1640      Amiral
- 1640-1646 Den förste landshövdingen i Uppsala län